# Ildefons Cerdà
Pour l’article homonyme, voir Cerda (homonymie).
Ildefons Cerdà i Sunyer, né à Centelles (Osona, Catalogne) le 23 décembre 1815 et mort à Caldas de Besaya (Cantabrie) le 21 août 1876, est un ingénieur, urbaniste, architecte, juriste, économiste et homme politique espagnol.
En 1859 il réalise son grand œuvre, le plan d’extension de Barcelone, l’Eixample, resté célèbre comme Plan Cerdà.
Il est l'époux de la peintre catalane Clotilde Bosch i Carbonell et le père de l'enfant prodige et musicienne Clotilde Cerdà i Bosch, protégée de Victor Hugo.
La mairie de Barcelone place l'année 2009 sous le signe de l’année Cerdà pour rendre hommage à cet urbaniste  visionnaire dont le plan rythme depuis 150 ans la capitale catalane.

## Biographie
Né à Centelles (comarque d'Osona) dans le mas Cerdà de la Garga, que sa famille possède depuis le XIVe siècle. Il est le quatrième des six enfants –troisième garçon–, d'une famille dont on retrouve la trace dans la Plaine de Vic, en Catalogne depuis 1440.
Malgré ces racines rurales catalanes, les Cerdà étaient des cosmopolites impliqués dans les échanges commerciaux avec les Amériques.
Ce qui ne sera pas sans conséquence dans la formation intellectuelle du jeune Ildefons. Doté d'un esprit ouvert, curieux, d'une foi inébranlable dans le progrès, il suit une formation de génie civil, à Madrid, à l’Escuela de ingenieros de caminos, canales y puertos (fondée en 1802 sur le modèle de l’école française des ponts et chaussées).
Lorsque le gouvernement espagnol de l’époque cède face à la pression foncière et permet la destruction des murs d’enceinte de Barcelone, il est chargé par ce dernier de réaliser les plans d’expansion de la ville. En parallèle, la ville de Barcelone confie le même travail à un architecte. Il s’ensuit un conflit entre les deux institutions, mais le gouvernement finit par imposer son choix. Se superpose à ce conflit entre deux institutions un conflit entre deux corps de métier : les architectes et les ingénieurs des Ponts.

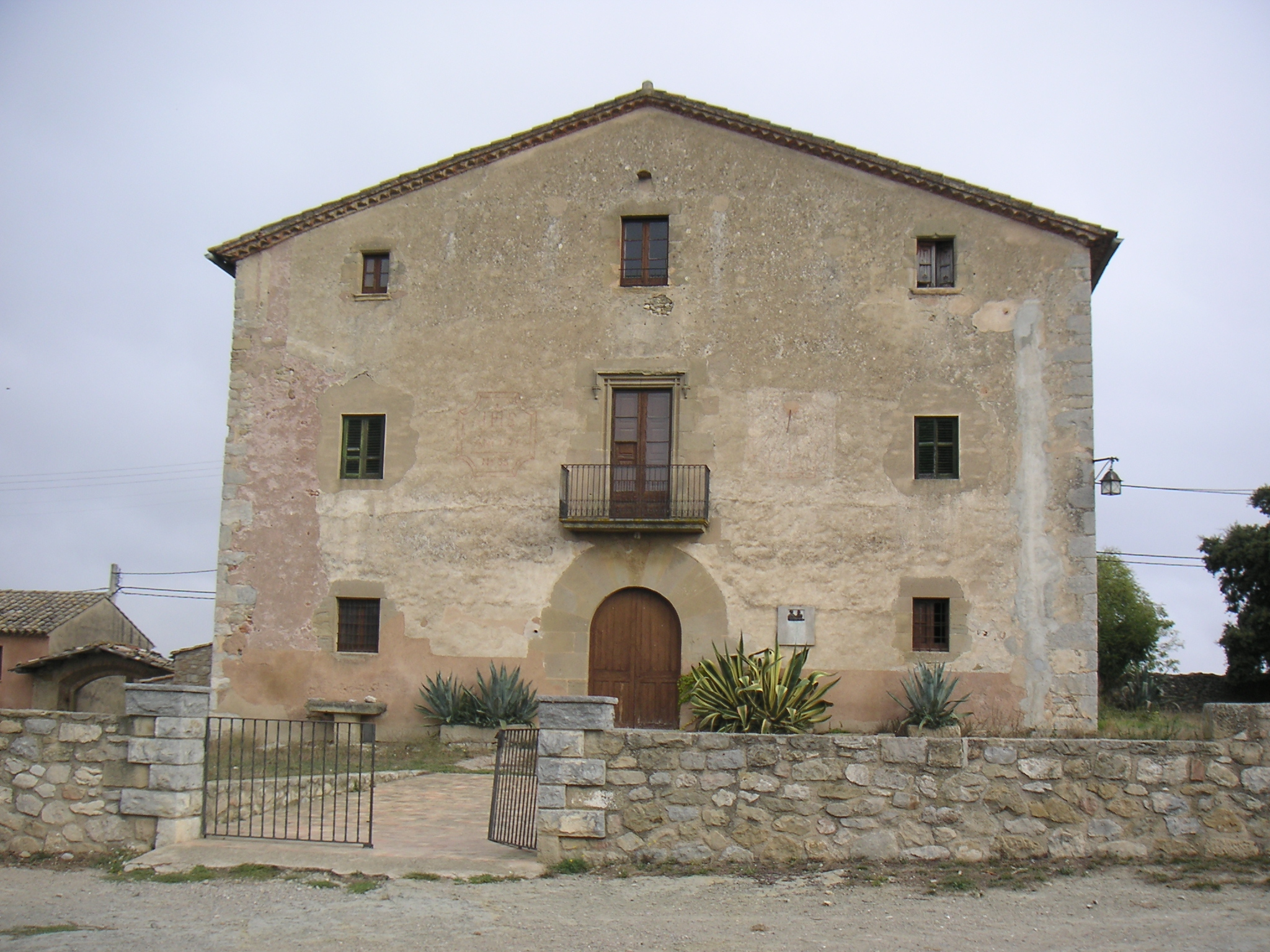
Mas el Cerdà de la Garga, Centelles

Les objectifs définis pour ce projet sont  de concevoir la nouvelle partie de la ville comme un lieu vivable et pratique, en opposition avec la vieille ville intra-muros, qui est congestionnée, surchargée et propice aux épidémies (c’est à cette époque que l’on met en application les théories hygiénistes). Face à l’impossibilité de trouver des travaux existants appropriés au projet, il entreprend la création d’un projet novateur : l’Eixample. Bien que ce ne soit pas le premier plan d'extension (plan d'extension d'Athènes, 1833) ni le premier plan en damier (plans des villes coloniales d'Amérique latine), le plan Cerdà innove par sa vision d'ensemble :
- des études très précises effectuées par Cerdà lui-même d'une part des conditions économiques et sociales des Barcelonais d'autre part de la topographie du terrain.
- des mécanismes juridiques, comme le principe de reparcelation, aujourd'hui encore en vigueur.
- une inspiration égalitaire mise en pratique (la "via Icària" est une référence au Voyage en Icarie d'Étienne Cabet) : les mêmes équipements pour tous.
- des idées visionnaires comme la prise en compte des nécessités croissantes de mobilité, et d'une façon générale des réseaux.

Il continue à créer et à améliorer des projets toute sa vie, tout en développant ses théories concernant la planification de projets de grande envergure, à un niveau de planification régionale, jusqu’à sa mort. C’est ainsi qu’il dilapide tout son patrimoine, et meurt sur-endetté, proche de l’indigence, n’ayant jamais été payé pour son chef-d'œuvre barcelonais.

## Vie familiale

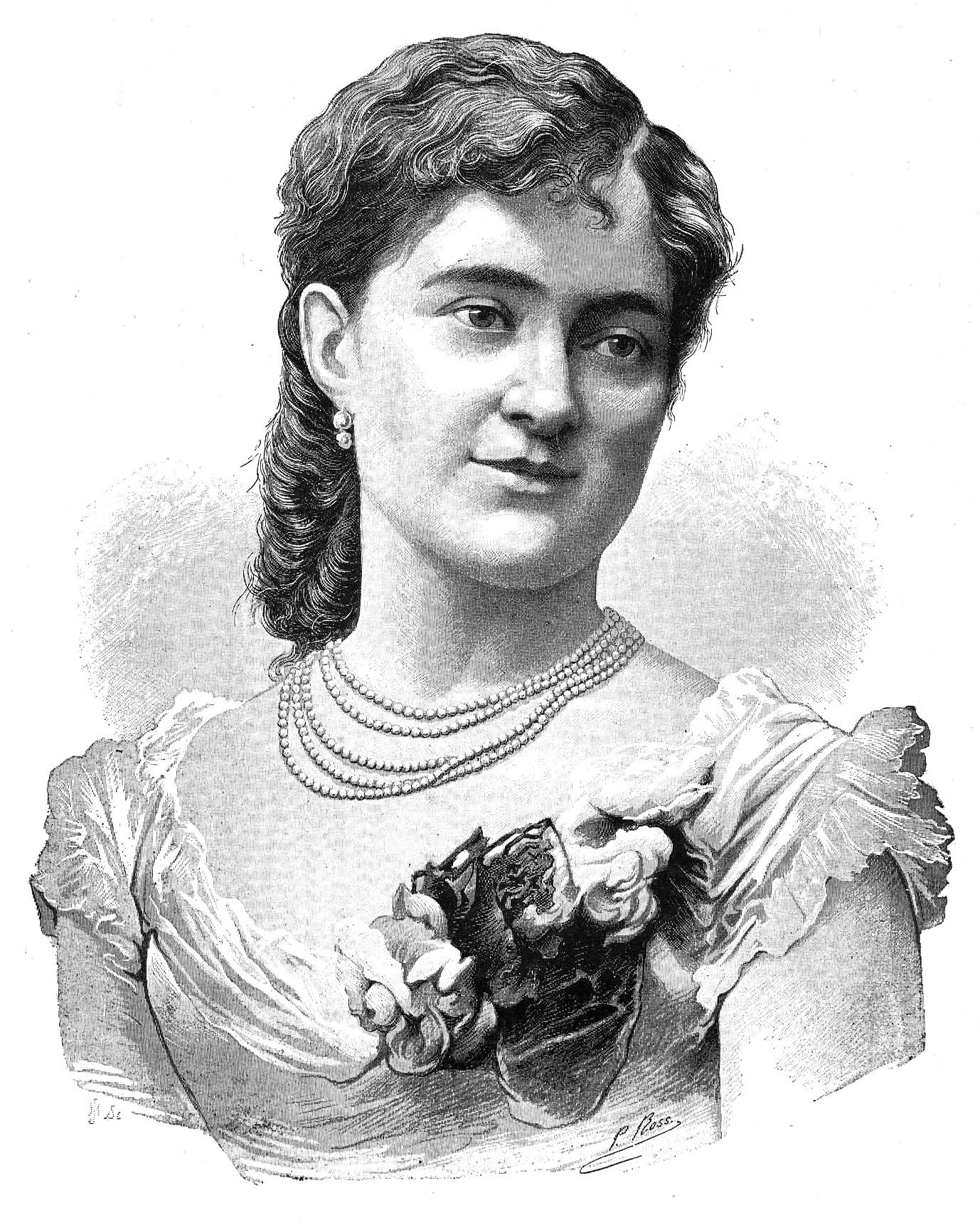
Sa fille, l'artiste Clotilde Cerdà.

Il épouse en 1848 la peintre catalane Clotilde Bosch. Le couple a une fille, la jeune musicienne prodige Clotilde Cerdà. Le couple se sépare en 1862, et il déshérite en conséquence sa fille. Celle-ci devient une virtuose de la harpe, sous les encouragements de Victor Hugo qui lui suggère son nom de scène d'Esmeralda Cervantes.

## Réalisations
Cerdà est un homme à plusieurs facettes. Il abandonne son travail dans le génie civil, se présente aux élections et siège aux Cortes (parlement espagnol). Il entreprend également de réaliser, à ses propres frais, une carte topographique extrêmement détaillée des alentours de Barcelone, et écrit un traité, second traité théorique d'urbanisme en 1859 ( Alberti "De re Aedificatoria " en 1452 ) qui fonde son projet de l'Eixample. Divorce paisible.

## L’Eixample, plan d'extension de Barcelone

Logotype de l’année Cerdà (2009) à Barcelone

Le plan d’extension de Barcelone, l’Eixample, est considéré comme l'œuvre principale de Cerdà. En 1859, la décision d'abattre les murailles de la ville ouvre la voie de la transformation de Barcelone. En 1860 une commission à laquelle Cerdà participe, initie l'étude d'un plan d'extension. La commission présenta un projet préparatif en décembre de la même année.
L'objectif principal du plan était d'augmenter la surface totale de la ville, permettant son extension au-delà des limites des anciennes murailles, et fournir une alternative plus ordonnée de rues et d'îlots en comparaison de la trame compliquée du centre historique de Barcelone. La contention de la ville dans ses limites avait énormément augmenté la densité et créé des problèmes de communication avec l'extérieur.
La base du plan est un système de voies et d'îlots qui peuvent s'étendre à l'infini à mesure que la ville croît. Cerdà a créé une hiérarchie viaire où les petites rues se jettent dans des rues plus importantes qui se jettent à leur tour dans de grandes avenues. Pour expliquer ce concept hiérarchique, Cerdà utilise une analogie de petites ruisseaux se jetant chacun dans des rivières plus importantes. Cerdà appelle entre-voie les espaces entre le système viaire. Donc les îlots sont les espaces contenus entre les voies. Ainsi Cerdà renforça la notion de rues et d'îlots formant une structure unique et inter-dépendante.
Le plan est considéré maintenant surtout pour sa représentation graphique avec son aspect réticulaire caractéristique. Celui-ci cependant est mal compris et souvent vu comme une simple grille qui s'étendrait à partir des limites de la vieille ville. Le plan présente un système complet qui distribue parcs, industries, commerces et zones résidentielles de façon équilibrée. Les principales avenues forment des structures qui coordonnent l'expansion des îlots. Les blocs, qui aujourd'hui sont remplis sur tous les bords, devaient idéalement être des îlots ouverts, permettant le passage des piétons et de l'air, et pouvaient être remplis par des espaces verts. À cet égard les dessins sont aussi importants que la proposition théorique développée par Cerdà et présentent une mémoire de la proposition initiale.

## Approche

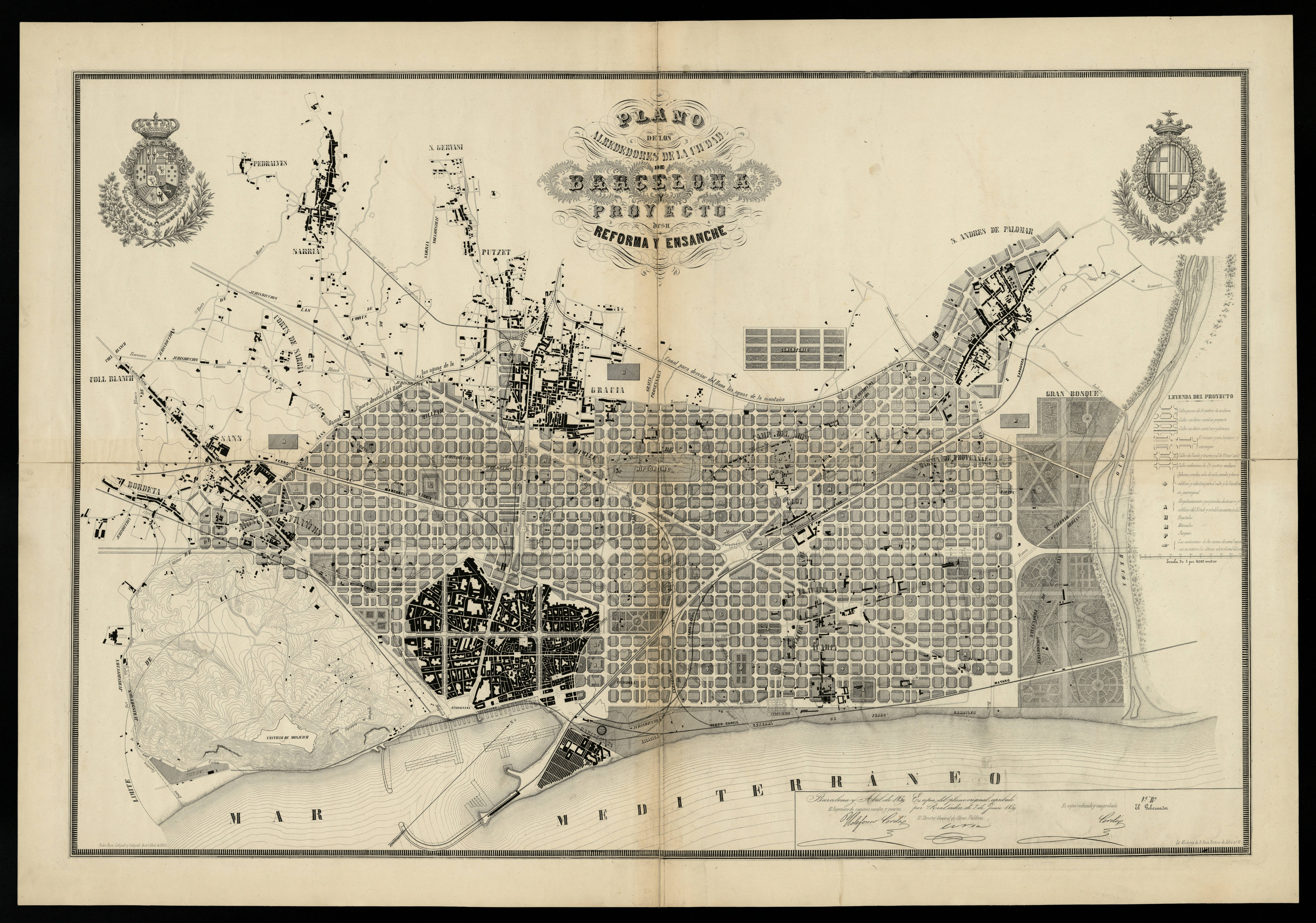
L’Eixample, plan de 1859 du projet de Cerdà

Il se concentre sur les besoins primordiaux : avant tout, la nécessité de l’éclairage naturel (la lumière du soleil), la ventilation dans les foyers (il est fortement influencé par le mouvement hygiéniste), les espaces verts à proximité de la population, un traitement convenable des déchets, un système d’égouts efficace et une possibilité de mouvement homogène des personnes, des biens, de l’énergie et des informations. 

Ses créations dénotent une conception de la notion de réseau très avancée pour son époque. Ses plans de rues en damier sont conçus pour faciliter le déplacement des piétons, des voitures, de tramways tirés par des chevaux, des réseaux de chemin de fer urbain (qui sont une innovation pour l’époque), du réseau de gaz, des égouts suffisamment importants pour prévenir toute inondation, et ce sans négliger les jardins publics et privés, ainsi que les autres équipements clés. Les dernières innovations techniques sont intégrées, pourvu qu’elles contribuent à un meilleur fonctionnement urbain. Mais il fait également appel à ses propres concepts innovants, tels qu’un système logique de nivellement du terrain indispensable à la bonne réalisation de son projet. Il réalise également une analyse statistique méthodique sur la condition ouvrière de l’époque, afin de démontrer les problèmes liés à la congestion urbaine.

## Postérité de l’extension
Ses plans de Barcelone subissent deux principales révisions. La seconde version, approuvée par le gouvernement espagnol de l’époque, est celle de l’Eixample actuel. Néanmoins, les bâtiments de taille basse et les jardins à l’intérieur de chaque îlot sont rapidement jugés superflus par certains politiciens qui les font raser pour résoudre les problèmes de pression foncière. Seule l’une des deux rues diagonales a été réalisée. L’Eixample était habité par les classes aisées (aujourd'hui classe moyennes supérieures), au lieu de servir de lieu de mixité sociale. Nombreux sont les architectes catalans de l’époque qui combattent les idées de Cerdà, l’accusant parfois même d’être socialiste. Quoi qu’il en soit, nombre d’entre eux finissent par y concevoir les bâtiments phares du modernisme catalan, qui font aujourd’hui la renommée de certains quartiers.
Les développements politiques en Espagne et en Catalogne ont mené à la sauvegarde d’une version révisionniste concernant la manière dont Cerdà a obtenu l’approbation officielle de ses plans.
En réalité, Cerdà a dessiné ses plans à la demande de l’autorité compétente de l’époque, le gouvernement espagnol, avec l’appui du conseil municipal de Barcelone. Lorsque ce dernier est renouvelé, les nouveaux élus cherchent à prendre les devants face à la décision du conseil municipal précédent, en lançant un appel d’offres pour départager plusieurs projets. Le projet de Cerdà est finalement imposé par le gouvernement central, au désespoir de la plupart des gros propriétaires.

## Principales œuvres
- 1859 : Teoría de la Construcción de Ciudades (Théorie sur la construction des villes). Il l’écrit pour promouvoir son projet préliminaire d’extension de Barcelone, alors que le mot urbanisme n'apparait en français que vers les années 1910 comme ses équivalents en allemand et en anglais, städtebau et city planning[7]. L'ouvrage est redécouvert dans les années 1970 par Françoise Choay qui le fait traduire et analyser par Lopez de Aberasturi : Ildefons Cerdà, La théorie générale de l’urbanisation, Paris, France, Éditions du Seuil, 1979, 247 p.
- 1861 : Teoría de la Viabilidad Urbana y Reforma de la de Madrid (Théorie sur le réseau viaire urbain et réforme de celui de Madrid). Il accompagne son projet de réaménagement des rues du centre de la capitale.
- 1863 Teoría del Enlace del Movimiento de las Vías Marítimas y Terrestres (Théorie sur les liaisons des mouvements d’axes maritimes et terrestres). L’ouvrage tend à promouvoir un projet préliminaire concernant un système intermodal terre-fer-mer en port de Barcelone, preuve concluante de l’existence du projet, bien que la plupart du contenu n’ait pas encore été retrouvé.
- 1867 : Teoría General de la Urbanización (Théorie générale d’urbanisation). Cerdà y présente son projet de 1859 pour l’expansion de Barcelone (Tome 1 et Tome 2).